# Ivan Blaž Röck
Ivan Blaž Röck (part. i. Biba in Silvo), tudi Ivan Röck - Biba, slovenski partizan in komunist, * 11. november 1914, Šoštanj, † 6. marec 1942, Maribor.
V Šoštanju je preživel mladostniška leta in opravil osnovno šolanje. Temu je sledilo šolanje na gimnaziji v Celju, leta 1932 pa je začel študirati medicino, sprva v Ljubljani, kjer je bil leta 1937 izvoljen za predsednika Društva medicincev, po letu 1939 pa je študij nadaljeval v Zagrebu, kjer je postal predsednik Akademskega društva Triglav v Zagrebu.
Tekom študija je bil večkrat zaprt, saj se je že leta 1932 včlanil v Komunistično partijo, ob okupaciji in razkosanju Slovenije je pa kot člank PK KPS za severno Slovenijo organiziral NOB na Štajerskem. 
30. oktobra 1941 je bil ujet in aretiran v Celju, 6. marca 1942 pa ustreljen v Mariboru.